# K.V.B. Puram
Kumara Venkata Bhoopala Puram, viết tắt thông dụng là K.V.B.Puram, là một mandal thuộc huyện Chittoor, bang Andhra Pradesh.